# 辻堂駅

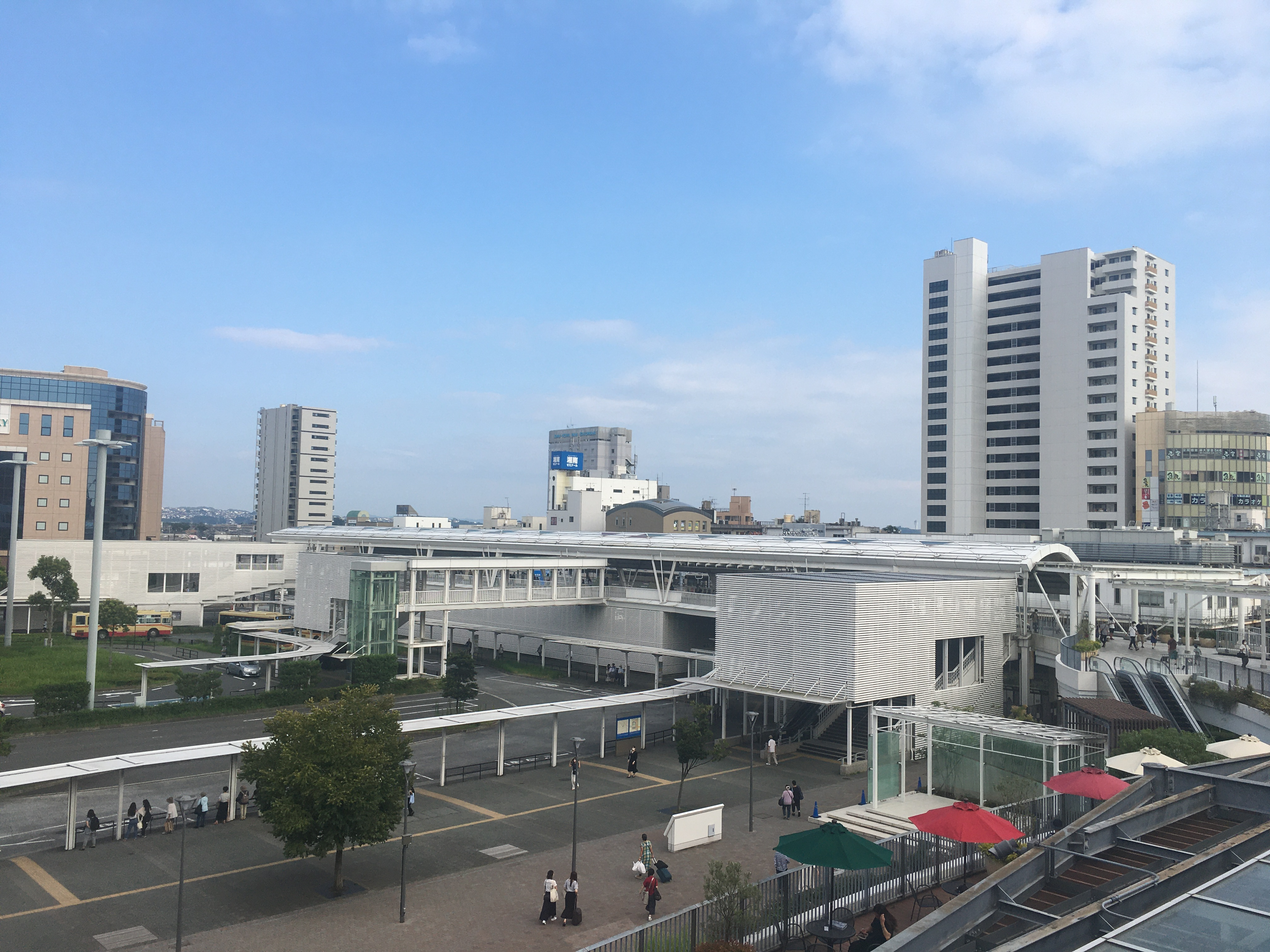
東口（2022年8月）

辻堂駅（つじどうえき）は、神奈川県藤沢市辻堂一丁目にある、東日本旅客鉄道（JR東日本）東海道本線の駅である。駅番号はJT 09。
東京駅発着系統と、新宿駅経由で高崎線に直通する湘南新宿ライン、東京駅・上野駅経由で宇都宮線・高崎線に直通する上野東京ラインが停車する。運行形態の詳細は「東海道線 (JR東日本)」を参照。駅のすぐ西には茅ヶ崎市との市境がある。
2021年3月13日ダイヤ改正より、全車指定席の特急「湘南」の一部列車が停車する。

## 歴史

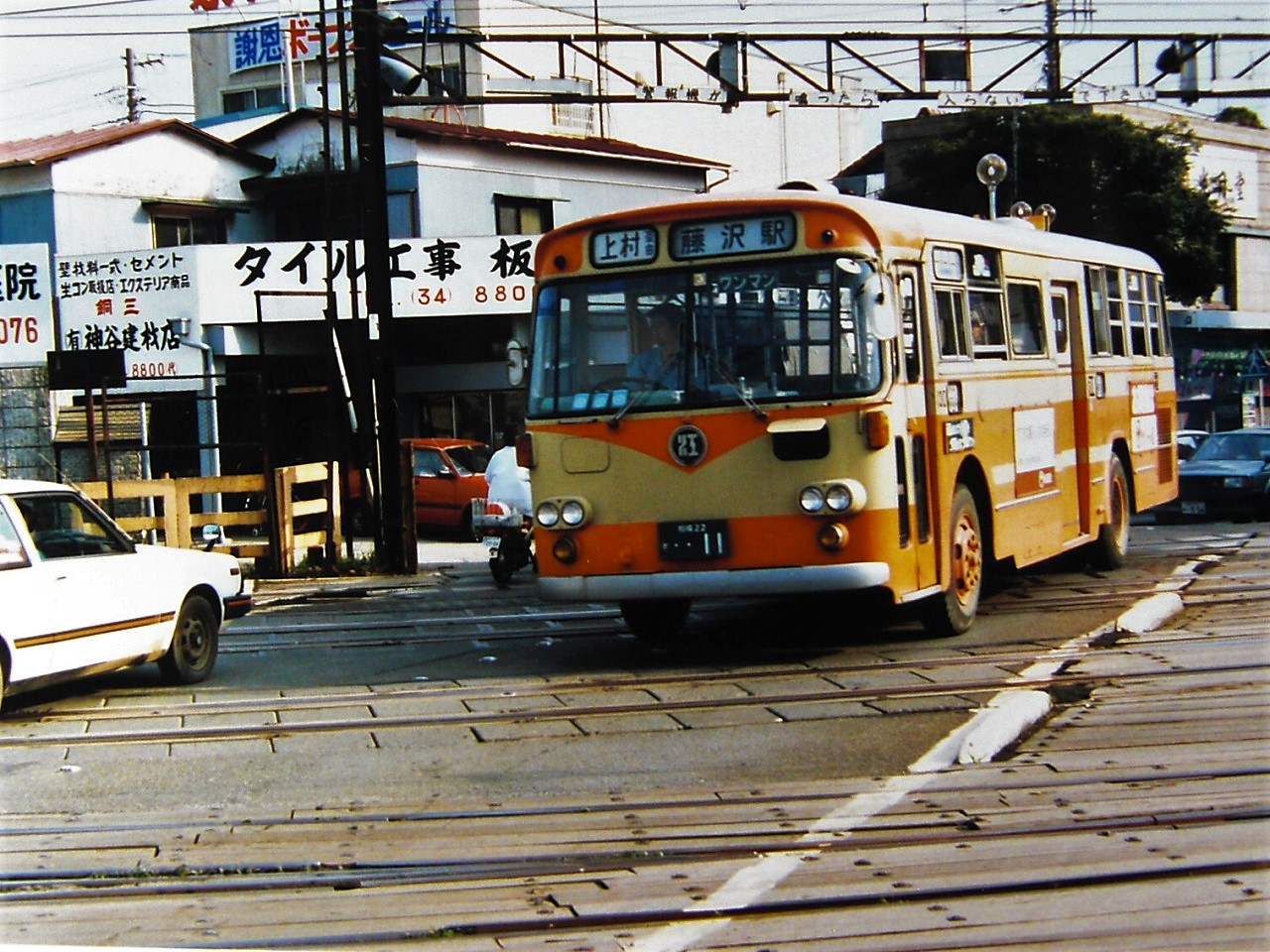
羽鳥踏切（1985年）

- 1913年（大正2年）3月15日：辻堂信号所開設[2]。
- 1914年（大正3年）3月26日：辻堂停車場設置期成同盟会が発足。
- 1916年（大正5年）12月1日：日本海軍横須賀鎮守府の砲術試験場（辻堂海岸）への物資運搬を理由に国有鉄道の駅として高座郡藤沢町辻堂に開業[2][6]。旅客・貨物取り扱いを開始[2]。用地2500坪と建設資金2,483円は住民負担とした（請願駅）。開設記念碑を建立[注釈 1]。駅舎は現在の南口のスロープ降り口付近に建てられた[7]。
- 1923年（大正12年）9月1日：関東大震災で駅舎が倒壊。
- 1924年（大正13年）
  - 10月3日：駅舎新築落成[8]。
  - 12月21日：構内に電信取扱所が置かれる[9]。
- 1943年（昭和18年）10月1日：北口前に日本海軍第一衣糧廠辻堂支廠（後に片倉製糸工場となる）が設置される。
- 1944年（昭和19年）3月4日：江ノ島電気鉄道が乗合自動車辻堂線を休止する。
- 1945年（昭和20年）12月18日：この日の午前6時35分、連合国軍の命令により旧日本軍の焼夷弾を輸送中（目的地不明。旧横須賀海軍砲術学校辻堂演習場との説あり）、線路入れ替え中に貨車2両が爆発。死者8名、重傷6名、軽傷3名、全壊家屋14戸、全壊63戸、半壊335戸。他に松下電池工業辻堂工場（現在のパナソニック エナジー社湘南工場）1棟、山本工業工場1棟、吉田製作所工場4棟が全壊[10]。
- 1946年（昭和21年）12月8日：藤沢都市計画辻堂駅前土地区画整理が決定される[11]。
- 1953年（昭和28年）：西口を新設[12][13]。
- 1968年（昭和43年）：南口駅前ロータリーが完成。南口駅前の舗装完成。丸湘ビル完成。
- 1969年（昭和44年）6月9日：中核派と機動隊が本駅で衝突。
- 1970年（昭和45年）
  - 4月：藤沢市道藤沢駅辻堂線（東海道本線沿いの延長3540 mの道路）が開通。
  - 5月1日：手荷物および小荷物の配達の取扱を廃止[2][14]。
- 1971年（昭和46年）9月25日：営業範囲を旅客、手荷物、小荷物および当駅接続専用線発着車扱貨物（ただし、配達はしない。）へ改正する[2][15]。
- 1972年（昭和47年）3月15日：営業範囲を旅客および当駅接続専用線発着車扱貨物へ改正し、荷物の取扱を廃止[16]。
- 1973年（昭和48年）9月：当駅から湘南ライフタウンまでの藤沢モノレールが構想される。後に凍結された。
- 1974年（昭和49年）
  - 6月25日：西口の赤松踏切をまたぐ跨線橋の本体を取り付ける。跨線橋完成後、赤松踏切は廃止された[17]。
  - 10月1日：営業範囲を旅客、専用線発着車扱貨物へ改正する[2][18]。
- 1976年（昭和51年）：北口駅前ロータリーが完成。バスの発着が北口でも開始。
- 1977年（昭和52年）11月：橋上駅が完成。南北自由通路が開通。
- 1981年（昭和56年）9月1日：営業範囲を旅客へ改正し、貨物の取扱を廃止[2][19]。関東特殊製鋼の工場へ専用線が続き、貨物輸送を行っていた。
- 1987年（昭和62年）4月1日：国鉄分割民営化により、東日本旅客鉄道の駅となる[2]。
- 1994年（平成6年）11月：駅東側にあった羽鳥踏切が立体交差化され、湘南辻堂地下道となる。
- 1996年（平成8年）3月25日：自動改札機を設置し、供用開始[20]。
- 2001年（平成13年）11月18日：ICカード「Suica」供用開始。
- 2007年（平成19年）11月26日：湘南C-Xの工事進捗に伴い、北口バスターミナルを仮設の交通広場に移設。
- 2009年（平成21年）
  - 3月11日：北口交通広場供用開始。北口バス乗り場が変更される。
  - 7月9日：ホーム拡幅工事の進捗に伴い、貨物下り線の線路切り替えを実施。
- 2010年（平成22年）5月23日：上り線を移設し、ホーム拡幅が行われる。
- 2011年（平成23年）11月11日：テラスモール湘南のオープンに伴い、同モールと北口が直結される。
- 2012年（平成24年）3月30日：南口デッキ・西口跨線橋の供用開始。
- 2014年（平成26年）7月1日：JR東日本ステーションサービスへの業務委託駅となる[21]。
- 2016年（平成28年）12月1日：発車メロディを「浜辺の歌」に変更[1]。
- 2021年（令和3年）3月13日：ダイヤ改正により、一部が当駅に停車していた「湘南ライナー」の運転を取りやめ[5]。特急「湘南」の一部列車が停車開始[5]。日中の東京系統の停車本数を5本から6本に増発。

## 駅構造
複々線のうち、旅客線上のみに島式ホーム1面2線を有する地上駅で、橋上駅舎を有している。駅舎はホーム中央にある東口（出入口名としては北口・南口）、ホームの茅ケ崎寄りにある西口の2か所に分かれる。
湘南・相模統括センター管内の業務委託駅（JR東日本ステーションサービス委託）で、藤沢駅が当駅を管理する。みどりの窓口、指定席券売機を設置している。なお、西改札にはお客さまサポートコールシステムが導入されており、朝時間帯を除いてインターホンによる対応となる。
駅構内にはNEWDAYSとCOFFEE SHOPがある。

### のりば
| 番線 | 路線           | 方向 | 行先                                   |
| ---- | -------------- | ---- | -------------------------------------- |
| 1    | 東海道線       | 下り | 小田原・熱海・伊東方面                 |
| 2    | 東海道線       | 上り | 横浜・品川・東京・上野・渋谷・新宿方面 |
| 2    | 上野東京ライン | 上り | 横浜・品川・東京・上野・渋谷・新宿方面 |
| 2    | 湘南新宿ライン | 上り | 横浜・品川・東京・上野・渋谷・新宿方面 |

（出典：JR東日本:駅構内図）

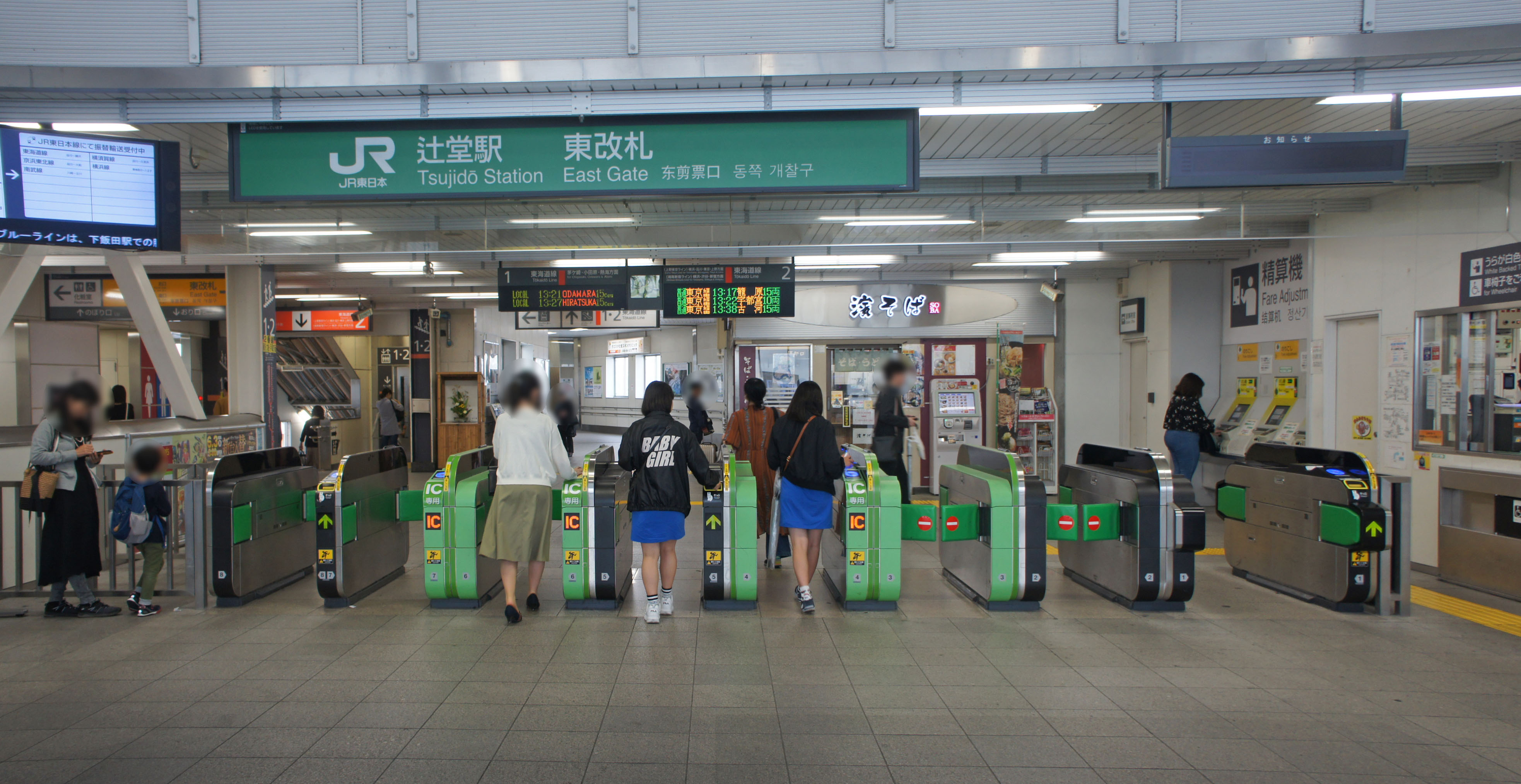
東改札（2019年6月）
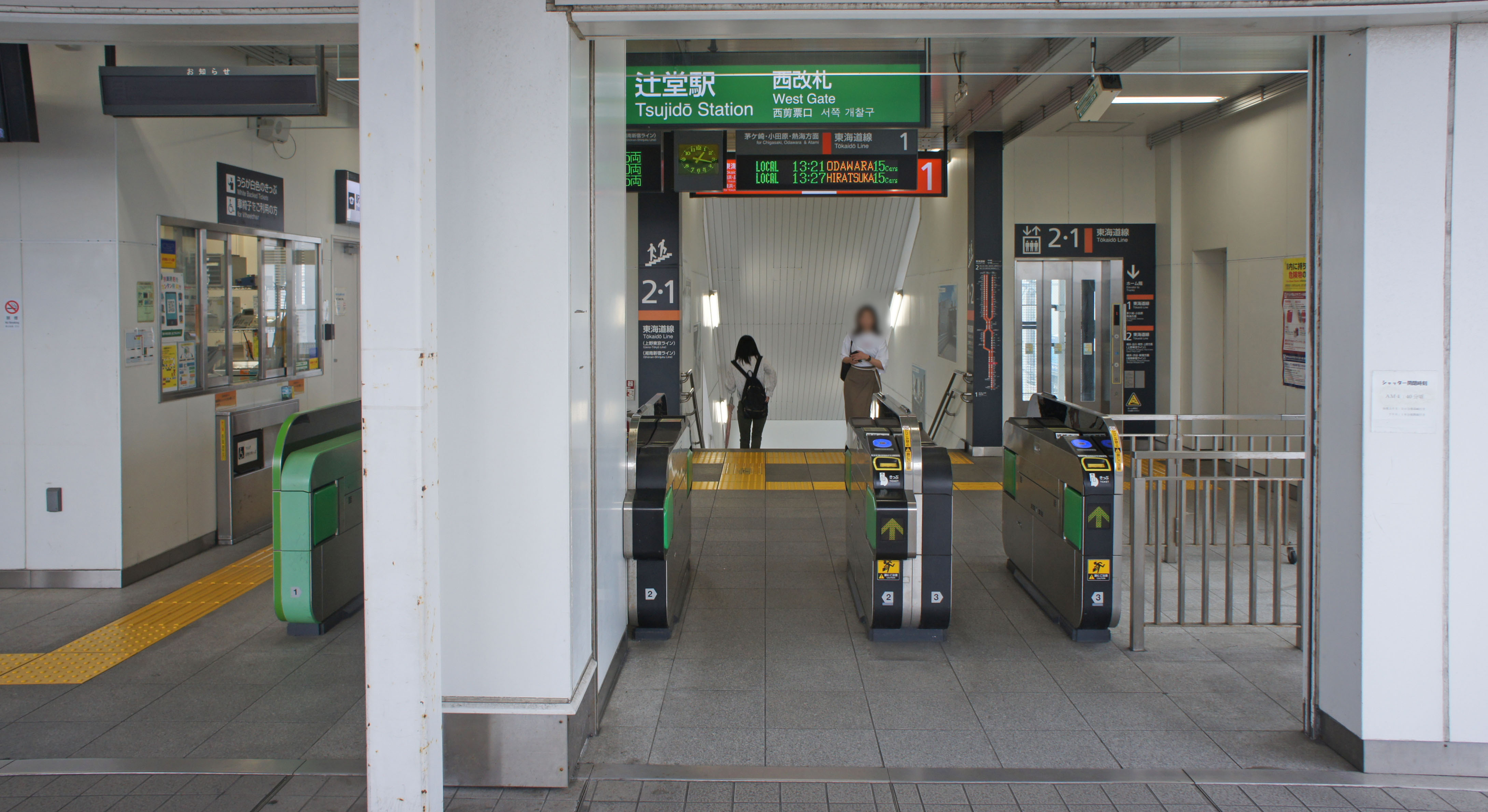
西改札（2019年6月）
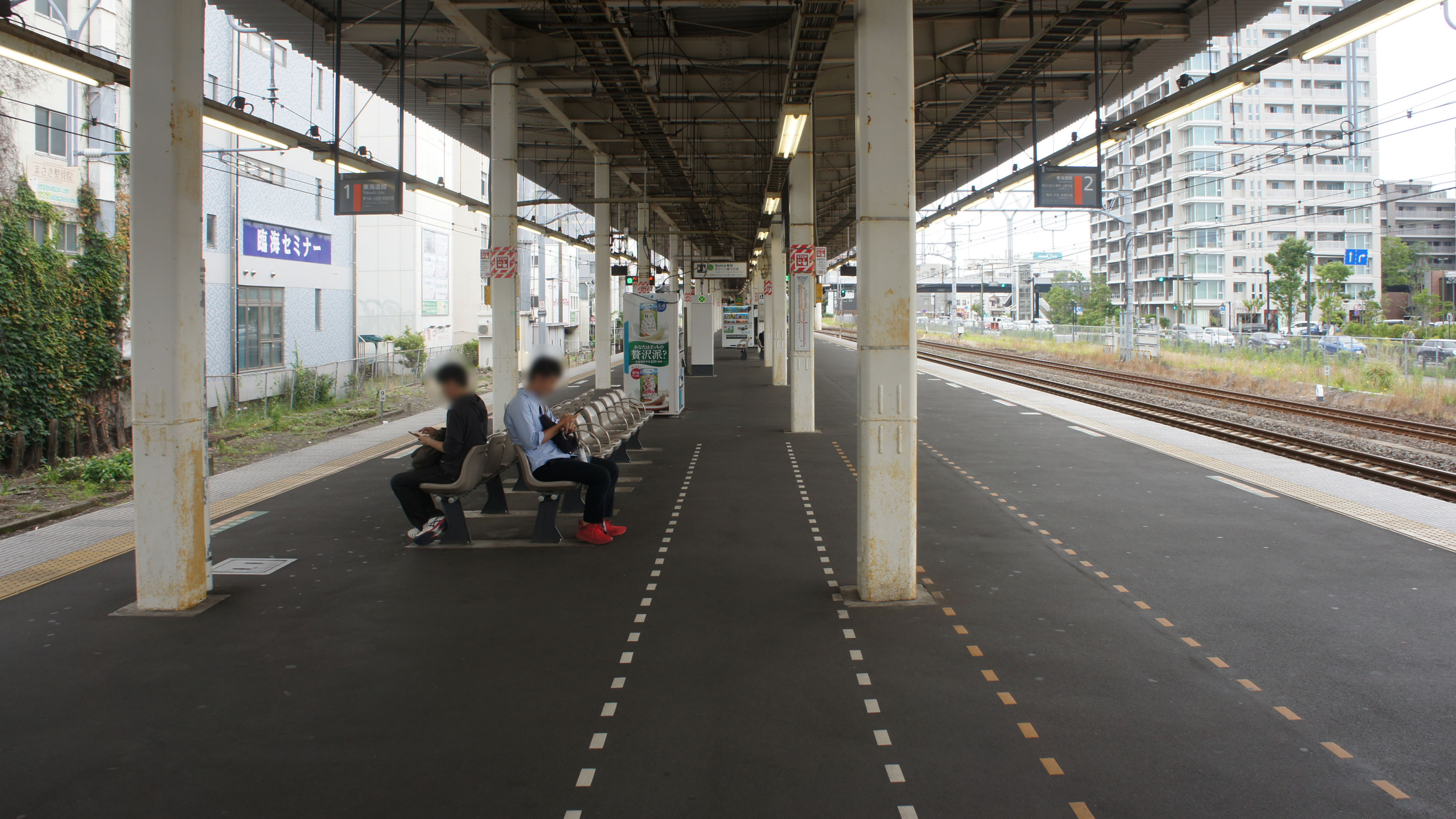
ホーム（2019年6月）

### 発車メロディ
2016年12月1日より、作詞家の林古渓が幼い頃に辻堂東海岸を歩いた時の記憶を元にして作ったといわれる童謡の「浜辺の歌」が発車メロディとして使用されている。これは、地元の有志らで作られた「辻堂駅開設100周年事業実行委員会」による同駅の100周年記念事業の一環として行われたもので、2015年4月から始めた実現に向けた署名活動には、同年11月までに約2万7000人分もの署名が集まった。メロディの制作はスイッチで、編曲は塩塚博が手掛けた。
| 1 | JT | 浜辺の歌A |
| 2 | JT | 浜辺の歌B |

#### 以前の発車メロディ
以前は五感工房制作のメロディが使用されていた。
| 1 | JT | JR-SH1-3 |
| 2 | JT | JR-SH1-1 |

## 利用状況
2023年度（令和5年度）の1日平均乗車人員は55,388人であり、JR東日本全体では王子駅に次いで第70位。特別快速の通過駅では利用者最多。接続路線のある国府津や小田原より利用者が多い。2013年（平成25年）には茅ケ崎駅を上回り、2022年（令和4年）には平塚駅をも上回っている。
1995年度（平成7年度）以降の推移は下記の通り。
| 年度               | 1日平均 乗車人員 | 出典       |
| ------------------ | ---------------- | ---------- |
| 1995年（平成07年） | 47,996           | [ 統計 2 ] |
| 1998年（平成10年） | 46,873           | [ * 1 ]    |
| 1999年（平成11年） | 45,414           | [ * 2 ]    |
| 2000年（平成12年） | 44,957           | [ * 2 ]    |
| 2001年（平成13年） | 44,984           | [ * 3 ]    |
| 2002年（平成14年） | 45,042           | [ * 4 ]    |
| 2003年（平成15年） | 45,157           | [ * 5 ]    |
| 2004年（平成16年） | 44,867           | [ * 6 ]    |
| 2005年（平成17年） | 44,822           | [ * 7 ]    |
| 2006年（平成18年） | 45,030           | [ * 8 ]    |
| 2007年（平成19年） | 45,413           | [ * 9 ]    |
| 2008年（平成20年） | 45,666           | [ * 10 ]   |
| 2009年（平成21年） | 45,557           | [ * 11 ]   |
| 2010年（平成22年） | 45,837           | [ * 12 ]   |
| 2011年（平成23年） | 50,203           | [ * 13 ]   |
| 2012年（平成24年） | 54,422           | [ * 14 ]   |
| 2013年（平成25年） | 56,134           | [ * 15 ]   |
| 2014年（平成26年） | 55,725           | [ * 16 ]   |
| 2015年（平成27年） | 57,351           | [ * 17 ]   |
| 2016年（平成28年） | 57,910           | [ * 18 ]   |
| 2017年（平成29年） | 57,796           |            |
| 2018年（平成30年） | 59,425           |            |
| 2019年（令和元年） | 59,409           |            |
| 2020年（令和02年） | 44,189           |            |
| 2021年（令和03年） | 48,284           |            |
| 2022年（令和04年） | 52,573           |            |
| 2023年（令和05年） | 55,388           |            |

## 駅周辺

### 北口
ニュータウンである湘南ライフタウンの最寄り駅でもある（バスでアクセス）。
- 湘南C-X - 関東特殊製鋼本社工場跡地[23]。居住人口2300人、就業人口1万人のまちをつくる[23]辻堂駅周辺地域都市再生事業として藤沢市と茅ヶ崎市を中心に再開発が行われた。
  - 横浜地方法務局湘南支局
  - 協同油脂本社
  - Luz湘南辻堂
    - ブックオフスーパーバザー

  - テラスモール湘南
    - スルガ銀行辻堂支店
    - 横浜銀行 湘南シークロス支店
    - セブン-イレブン藤沢テラスモール湘南店

  - ミアクチーナ湘南辻堂駅前店
  - 神台公園
  - 湘南藤沢徳洲会病院
  - 湘南パスポートセンター
- 藤沢市明治市民センター・公民館
- 藤沢市南消防署明治出張所
- 藤沢辻堂新町郵便局
- 湘南中央病院
- 神奈川県道307号辻堂停車場羽鳥線
- 神奈川県道308号辻堂停車場辻堂線
- 国道1号
- 藤沢IC - 新湘南バイパス
- オーケー 辻堂羽鳥店

### 南口
- アパホテル〈湘南 辻堂駅前〉
- 藤沢市辻堂市民センター・公民館
- 藤沢市辻堂青少年会館
- 藤沢市辻堂市民図書館
- 藤沢市南消防署辻堂出張所
- 辻堂郵便局
- みずほ銀行辻堂支店
- 横浜銀行辻堂支店
- 神奈川銀行辻堂支店
- 静岡銀行辻堂支店
- かながわ信用金庫 辻堂支店
- 湘南工科大学
  - 湘南工科大学附属高等学校
- 藤沢市立白浜養護学校
- 辻堂海浜公園
- 辻堂海岸
- 辻堂海水浴場
- 神奈川県道308号辻堂停車場辻堂線
- 国道134号
- 桜花園通り（かつてオノ・ヨーコの自宅があった）
- 湘南ホスピタル
- 辻堂団地
- 藤沢市立八松小学校
- オーケー 辻堂店

### 西口（北側）
- テラスモール湘南
- パナソニック エナジー社
- 赤松通 - 国道1号まで延びている。

### 西口（南側）
- 茅ヶ崎市役所辻堂駅前出張所
- 藤沢市辻堂市民図書館
- 茅ヶ崎浜竹郵便局
- 湘南信用金庫小和田支店
- 浜竹通り - 湘南新道まで延びており、同道の終点・浜須賀交差点で国道134号に至る。
- 神奈川県藤沢土木事務所・湘南なぎさギャラリー
- 湘南汐見台公園
- 松下政経塾

## バス路線

### 北口（辻堂駅北口）
| のりば | 運行事業者                          | 系統・行先 | 備考 |
| ------ | ----------------------------------- | --- | --- |
| 1      | 神奈川中央交通                      | 辻01：茅ケ崎駅 | |
| 1      | 神奈川中央交通                      | - 辻07：赤羽根 - 辻31：老人センター - 藤03・藤09・藤10：藤沢駅北口                                                           | - 「辻31」は1日1本のみ運行 - 「藤09」は平日昼間は運休 - 「藤10」は平日昼間のみ運行                                                                          |
| 2      | 神奈川中央交通                      | - 辻23（急行）・辻24：湘南ライフタウン - 辻26：湘南台駅西口 - 辻34：慶応大学 / 慶応中高降車場 - 辻35（急行）：慶応中高降車場 | - 「辻23（急行）」「辻35（急行）」は平日のみ運行。連節バス「ツインライナー」での運行 - 「辻34」の慶応大学行は休日のみ、慶応中高降車場行は平日・土曜のみ運行 |
| 3      | 神奈川中央交通                      | - 辻28・辻29：湘南ライフタウン - 辻33：綾瀬車庫                                                                              | 「辻33」は1日数本のみ運行 |
| 3      | - 神奈川中央交通 - 富士急モビリティ | 富士急ハイランド・河口湖線（藤沢・厚木線）：河口湖駅                                                                         | 1日1往復のみ運行 |
| 4      | 京成バス千葉イースト                | 空港連絡バス（藤沢線）：成田空港                                                                                             | |
| 5      | 神奈川中央交通                      | - 辻09：高山車庫 - 藤21：藤沢駅北口                                                                                          | |
| 6      | 神奈川中央交通                      | - 辻08：茅ヶ崎市立病院 - 辻09・藤21：茅ケ崎駅                                                                                | 「辻08」は夜間のみ運行 |

### 南口（辻堂駅南口・辻堂駅）
| のりば | 運行事業者                    | 系統・行先                                                       | 備考 |
| ------ | ----------------------------- | ---------------------------------------------------------------- | --- |
| 1      | 江ノ電バス                    | - J3：鵠沼車庫前 - F35：藤沢駅                                   | 「F35」は平日1本のみ運行 |
| 2      | 江ノ電バス                    | J4：鵠沼車庫前                                                   | |
| 2      | - 江ノ電バス - 神奈川中央交通 | - 辻03：辻堂団地                                                 | |
| 2      | 江ノ電バス                    | 藤06：藤沢駅北口                                                 | 平日2本のみ運行 |
| 2      | 神奈川中央交通                | 藤77：藤沢駅北口                                                 | 季節運行 |
| 3      | 江ノ電バス                    | J1：平和学園循環                                                 | |
| 3      | 神奈川中央交通                | - 辻02・辻10：茅ケ崎駅南口 - 辻05・辻11：東海岸北五丁目          | - 「辻02」は平日のみ運行 - 「辻10」は土曜・休日のみ運行 - 「辻05」は平日夜間1本のみ運行 - 「辻11」は土曜・休日夜間1本のみ運行 |
| 4      | 江ノ電バス                    | J2：浜竹循環                                                     | |
| 4      | 神奈川中央交通                | - 辻12・辻13：茅ケ崎駅南口 - 辻14：若松町 - 辻15：東海岸北五丁目 | 「辻14」「辻15」は夜間のみ運行                                                                                                |

### 西口（辻堂駅西口）
| のりば | 方向   | 運行事業者     | 系統・行先                                                                                               | 備考                           |
| ------ | ------ | -------------- | --- | ------------------------------ |
| 北側   | 西方向 | 神奈川中央交通 | - 辻08：茅ヶ崎市立病院 - 辻09・藤21：茅ケ崎駅                                                            | 「辻08」は夜間のみ運行         |
| 北側   | 東方向 | 神奈川中央交通 | - 辻09：高山車庫 - 藤21：藤沢駅北口                                                                      |                                |
| 南側   | 西方向 | 江ノ電バス     | J2：浜竹経由平和学園循環                                                                                 |                                |
| 南側   | 西方向 | 神奈川中央交通 | - 辻12・辻13：茅ケ崎駅南口 - 辻14：若松町 - 辻15：東海岸北五丁目 - えぼし号：茅ヶ崎市立病院 / 緑が浜方面 | 「辻14」「辻15」は夜間のみ運行 |
| 南側   | 東方向 | 江ノ電バス     | J2：辻堂駅                                                                                               |                                |
| 南側   | 東方向 | 神奈川中央交通 | 辻12・辻13：辻堂駅南口                                                                                   |                                |

## その他
1955年（昭和30年）10月より約3年間、当駅から茅ケ崎駅間で超特急運転に向けた「模範軌条（長尺レール）」を敷設し、高速運転の実験が行われた。これは以下の有利な条件があったためである。
- 当駅から茅ケ崎駅間に1 km余りの直線区間がある。
- 当駅から茅ケ崎駅間に国鉄所有の側道が平行していた。
- 踏切・橋の有無・下り貨物線利用の目処など諸条件が揃っていた。
- 当駅に当時隣接していた関東特殊製鋼に25 mレールを製造委託できる。

「模範軌条」は直線区間1,065 mの区間に、従来の25mレールに代わって50 mと200 mのレールを敷設し、PC枕木を使用しゴムパッドも使用するなどしたものである。ここでの実験が後の新幹線建設にも活かされた。

## 隣の駅
東日本旅客鉄道（JR東日本）
 東海道線
- 特急「湘南」一部停車駅

■特別快速（湘南新宿ライン経由）
通過
■普通（東京方面発着）・■快速（湘南新宿ライン経由、下り列車は戸塚駅から「普通」扱い）
藤沢駅 (JT 08) - 辻堂駅 (JT 09) - 茅ケ崎駅 (JT 10)

### 記事本文